# The Archies
The Archies egy 1968-ban alakult virtuális  amerikai pop - és rockzenekar, aminek alapjául az Archie (angol: Archie Andrews) animációs sorozat szolgált. A zenét stúdiózenészek írták és adták elő. Az énekes a legtöbb dalban Ron Dante volt.
A The Archies akkor alakult, amikor a The Monkees együttest felkérték, hogy vegyék fel a "Sugar, Sugar" dalt a TV-műsorukhoz, de ők nem vállalták. Mivel a producer Don Kirshner azt akarta, hogy a dal minél előbb megjelenjen, összeszedett pár stúdiózenészt és rögzítette a számot. Ahelyett, hogy stúdiózenészek nyilvánosan adták volna elő a dalt, Kirshner létrehozott egy az Archie Andrews sorozaton alapuló animációs popzenekart amelyik a televízióban adta elő a dalait.
A lemezt Sugar, Sugar címmel 1969-ben adták ki és óriási siker lett. Az együttes 1973-ig vett fel számokat.

## Tagok
- Archie Andrews – gitár, ének
- Reggie Mantle – basszusgitár, ének (esetleg gitár, ld. alább)
- Jughead Jones – dob, ének
- Veronica Lodge – elektromos orgona, ének
- Betty Cooper – tamburin, ének
- Kevin Keller – basszusgitár (csak a Riverdale-ben)

Van némi bizonytalanság azzal kapcsolatban, hogy Reggie ritmusgitáros vagy basszusgitáros volt-e. A hangszere gyakran úgy néz ki mint az Archié, (ami arra utalna, hogy ő is gitározik), de ugyanolyan gyakran egy olyan hangszeren játszik aminek négy hangolókulcsa van, vagyis valószínűleg egy basszusgitár. Azt is meg kell jegyezni, hogy a számok felvételénél a The Archies rendszeresen basszusgitárt használt és a sok képsorozatban úgy említik, hogy Reggie basszusgitározik. Végül, de nem utolsósorban, egy 2008-as karácsonyi albumon Reggie mint zenekar basszusgitárosa van jegyezve.

## Diszkográfia (válogatás)
Nagylemezek
- The Archies (1968)
- Everything's Archie (1969)
- Jingle, Jangle (1970)
- Sunshine (1970)
- This is Love (1971)

Kislemezek
- Bang-Shang-a-Lang / Truck Driver (1968)
- Feelin' so Good (S.k.o.o.b.y-D.o.o.) / Love Light (1968)
- Sugar, Sugar / Melody Hill (1969)
- Jingle Jangle / Justine (1969)
- Who's Your Baby? / Senorita Rita (1970)
- Sunshine / Over and Over (1970)
- Together We Are Two / Everything's Alright (1971)
- This Is Love / Throw a Little Love My Way (1971)
- A Summer Prayer for Peace / Maybe I'm Wrong (1971)
- Love Is Living In You / Hold on to Lovin (1971)
- Strangers in the Morning / Plum Crazy (1972)

## Külső hivatkozások
- The Archies, allmusic.com
- Ron Dantes honlapja Archiválva 2016. november 25-i dátummal a Wayback Machine-ben

## Fordítás
- Ez a szócikk részben vagy egészben  a   The Archies című svéd Wikipédia-szócikk fordításán alapul.  Az eredeti cikk szerkesztőit annak laptörténete sorolja fel. Ez a jelzés csupán a megfogalmazás eredetét és a szerzői jogokat jelzi, nem szolgál a cikkben szereplő információk forrásmegjelöléseként.